# Кікіктаалук
Кікіктаалук (інуктикут ᕿᑭᖅᑖᓗᒃ, англ. Qikiqtaaluk Region, англ. Baffin Island Region)  — один з трьох регіонів канадської території Нунавут. Площа регіону — 1 040 418 км²; населення — 15 765 осіб (2006). Столиця регіону — селище Ікалуїт з населенням 7 250 осіб (на 2006 рік).
Назва регіону походить від назви острова Баффінова Земля мовою інуктикут.
Регіон складається переважно з великої кількості великих і малих островів.
Регіон Кікіктаалук було утворено 1999 року під час адміністративної реформи у Канаді. В цей час на території Північно-Західних територій було утворено кілька нових територій, у тому числі й територію Нунавут. Регіон Кікіктаалук було утворено при цьому переважно у межах колишнього регіону Баффін, хоча його кордони значно змінилися. Статистичні служби Канади досі використовують у своїх звітах назву Баффін, а не Кікіктаалук.

## Географія
Територія включає в себе Баффінову Землю, острови Белчер, острів Акіміскі, острів Мансел, острів Прінс-Чарлз, острів Байлот, острів Девон, острів Корнуолліс, острів Батерст, острів Амунд-Рінґнес, острів Еллеф-Рінґнес, острів Аксел-Гейберг, острів Елсмір, півострів Мелвілл, східні частини острів Мелвілл й північну частину островів Принца Уельського, острів Сомерсет та маленькі острови між головними островами.

## Населені пункти
містечка
- Ікалуїт

села
- Арктик-Бей (англ. Arctic Bay)
- Кейп-Дорсет (англ. Cape Dorset)
- Клайд-Рівер (англ. Clyde River)
- Грис-Фіорд (англ. Grise Fiord)
- Саніраяк (англ. Sanirajak)
- Іглулік (англ. Igloolik)
- Кіммірут (англ. [Kimmirut)
- Пангніртанг (англ. Pangnirtung)
- Понд-Інлет (англ. Pond Inlet)
- Кікіктарджуак (англ. Qikiqtarjuaq)
- Резольют (англ. Resolute)
- Санікілуак (англ. Sanikiluaq)

## Парки
Головні парки регіону:
- Ауюйтук національний парк
- Притулок дикої природи Боман-Бей
- Національний парк Сермілик

## Інші регіони Нунавута
- Ківаллік
- Кітікмеот